# Dominikana na Letnich Igrzyskach Olimpijskich 2008
Dominikanę na Letnich Igrzyskach Olimpijskich 2008 reprezentowało 25 zawodników w 8 dyscyplinach.
Był to 12. start reprezentacji Dominikany na letnich igrzyskach olimpijskich. Dwa zdobyte medale były najlepszym wynikiem reprezentacji Dominikany w historii występów na letnich igrzyskach olimpijskich.

## Zdobyte medale
| Medal  | Zawodnik               | Dyscyplina sportowa | Konkurencja                              |
| ------ | ---------------------- | ------------------- | ---------------------------------------- |
| Złoto  | Manuel Félix Díaz      | Boks                | waga lekkopółśrednia (do 64 kg) mężczyzn |
| Srebro | Yulis Gabriel Mercedes | Taekwondo           | do 58 kg mężczyzn                        |